# یاکاتای خاندان اوئوچی
یاکاتای خاندان اوئوچی (به ژاپنی: 大内氏館, Ōuchi-shi Yakata) یک ملک اربابی متعلق به خاندان اوئوچی در یاماگوچی (شهر) در ژاپن بود.